# Niclas Korp
Niclas Korp var en möbelsnickare verksam i Stockholm på 1700-talet.
Korp var verksam från början av 1760-talet och var från 1771 hallrättsmästare. Åren 1791–1800 var han mästare vid Stockholms snickarämbete. Korp har bland annat utfört byråer och sekretärer i rokoko, vilka utmärktes av starkt ådrade faner i kontrastrika mönster i geometriska former. 